# Lune (Weser)
Die Lune ist ein rechter Nebenfluss der Unterweser, ein kleiner Wiesenfluss, der von der Quelle bis zur Mündung in die Unterweser etwa 43 Kilometer misst. An der Bremervörder/Cuxhavener Kreisgrenze kommt zum Quellfluss der Lune die Volkmarster Lune hinzu. Zwischen Kirchwistedt und Stemmermühlen mündet auch die Altwistedter Lune in die Lune, die dann über Beverstedt, Lunestedt, Nesse bei Loxstedt und Lanhausen zum Lunesiel südlich des Fischereihafens von Bremerhaven fließt.
Der Fluss war bis Anfang des 17. Jahrhunderts eine Hauptverkehrsader und bis Deelbrügge befahrbar.

## Geschichte der Verlegung der Lune
Im Zusammenhang mit dem Bau und der Erweiterung des Fischereihafens in Bremerhaven (Anfang der 1920er Jahre) legten die Länder Preußen und Oldenburg, die Stadt Geestemünde und bestehende Wasserverbände die gegenseitigen Rechte und Pflichten fest. Aus späterer Sicht besonders hinderlich waren die Rechte der Marschbauern in Stotel, Nesse, Welle, Lanhausen, Fleeste und Wulsdorf. Sie hatten ein „Einstaurecht“: Um ihr Vieh mit Wasser zu versorgen, wurde Wasser aus der Weser bis zu 25 cm hoch in die Lune geleitet. Die Folgen für Grundeigentümer im damals 6.000 Hektar großen Einzugsgebiet waren verheerend. „Bevor die Rinder im Marschgebiet überhaupt an das Tränkewasser heranreichten, standen die Kühe der niedrig gelegenen Flächen zwischen Stotel und Stubben längst mit vier Beinen im Wasser.“ Schon 1912 wurde die Regulierung der Lune eingeleitet, kam aber erst 1935 zum Abschluss. 1925 wurde der Lunearm in den Fischhafen abgesperrt und die Lune mündete nun durch ein neues Lunesiel in die Weser. Die Landwirte entlang des Flusses waren sich einig: Der Ausbau der Lune muss weiter gehen. Dabei spielte auch eine Rolle, dass den Fluss keine Wassermühlen mehr stauten und Seitenbäche ausgebaut wurden, damit das Wasser abfloss – in die Lune.
1963 wurde der Hollener Landwirt Hermann Siebert Vorsteher des Wasserverbandes „Untere Lune“. Seinem unermüdlichen Wirken ist es zu verdanken, dass im Oktober 1984 mit der Verlegung der Lune begonnen wurde. Am 3. Juli 1978 war in Loxstedt der Beschluss gefasst worden, den Unterlauf der Lune zum Bütteler Siel zu führen. Schwierig war es, die Länder Bremen und Niedersachsen zur Zusammenarbeit zu veranlassen. So wurde der Fluss innerhalb des niedersächsischen Gebietes umgelegt. Schließlich einigten sich die Länderchefs Hans Koschnick und Ernst Albrecht in den letzten Juni-Tagen 1982 doch, die „Große Lösung“ der Verlegung der Lune für etwa 80 Millionen DM zu realisieren, Bremen beteiligt sich mit 10 Millionen DM. Eine Rolle spielt dabei, dass die Große Luneplate nicht durch die mitten hindurch fließende Lune geteilt wird. So bleiben auf diesem Gebiet Industrieansiedlungen und ein Hafen am seeschifftiefen Wasser möglich. (Nordsee-Zeitung, 1. Juli 1982). „Überschwemmungen riesigen Ausmaßes sind gestern in der Samtgemeinde Beverstedt und Teilen der Gemeinde Loxstedt verhindert worden“, schrieb die Nordsee-Zeitung am 7. August 1987, nachdem die vier Pumpen am Mündungsschöpfwerk der Lune in Büttel erstmals eine Million Kubikmeter Lunewasser in die Weser gepumpt hatten.
Die Lune fließt jetzt westlich und nördlich von Stotel und südlich von Büttel bis zum Schöpfwerk Lunesiel, das sich westlich von Neuenlande befindet. Nach dieser Verlegung der Mündung ist die neue Lune nach der Geeste und der alten Lune, in welche noch die Rohr mündet, der zweitnördlichste Zufluss zur Weser.

## Schutzstatus
Die Lune liegt ab der Mündung des Beverstedter Bachs südwestlich von Beverstedt bis zur Landesgrenze zum Bundesland Bremen im Süden Bremerhavens im FFH-Gebiet „Teichfledermausgewässer im Raum Bremerhaven/Bremen“, das hier als Naturschutzgebiet „Teichfledermausgewässer“ gesichert ist.
Das Wasser der Lune hat in ihrem Oberlauf überwiegend eine gute Qualität (Güteklasse II: mäßig belastet). Nach Aufnahme des Dohrener Baches, westlich von Lunestedt, sinkt die Wasserqualität bis zur Mündung auf die Güteklasse II–III: kritisch belastet.

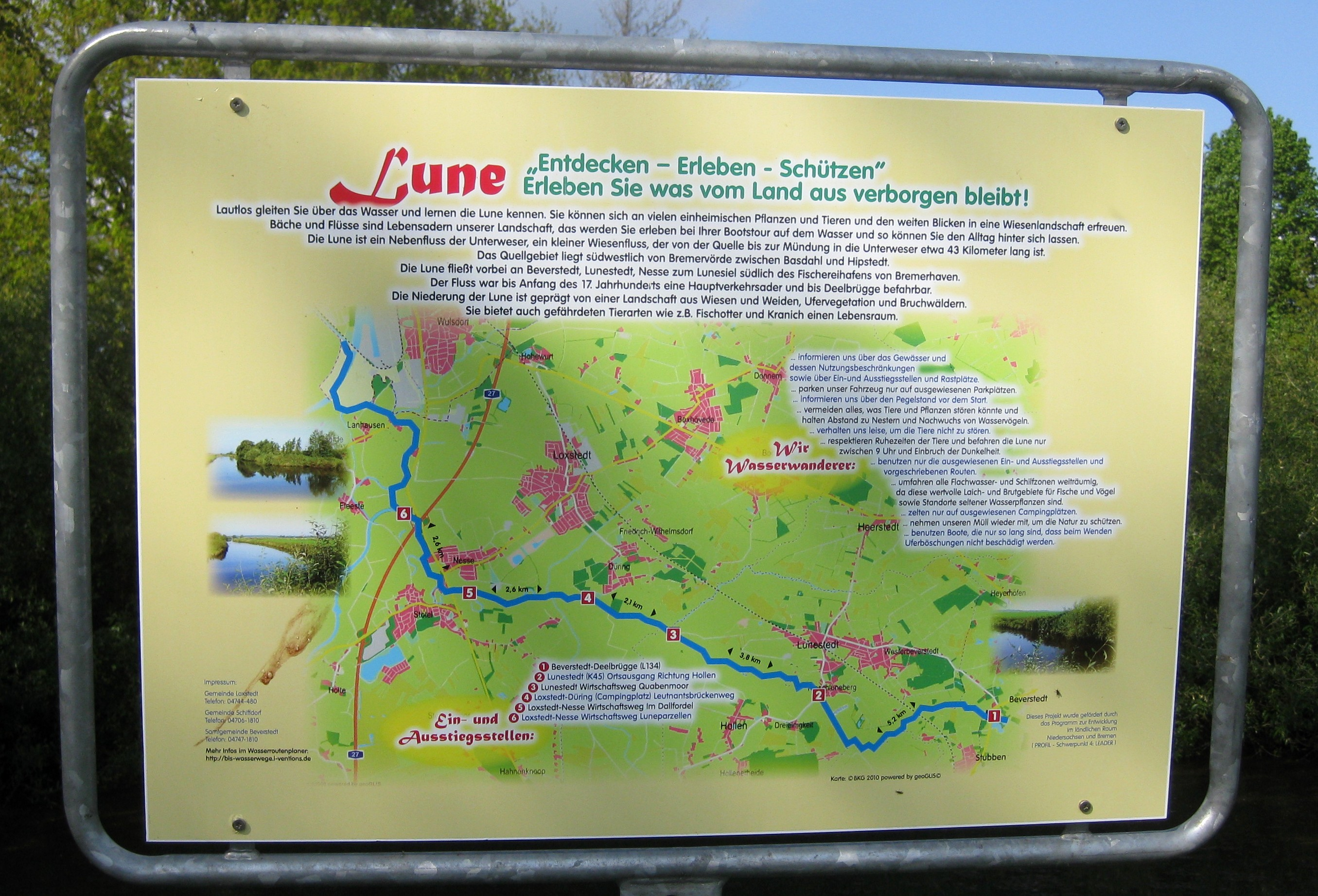
Wasserwege auf der Lune
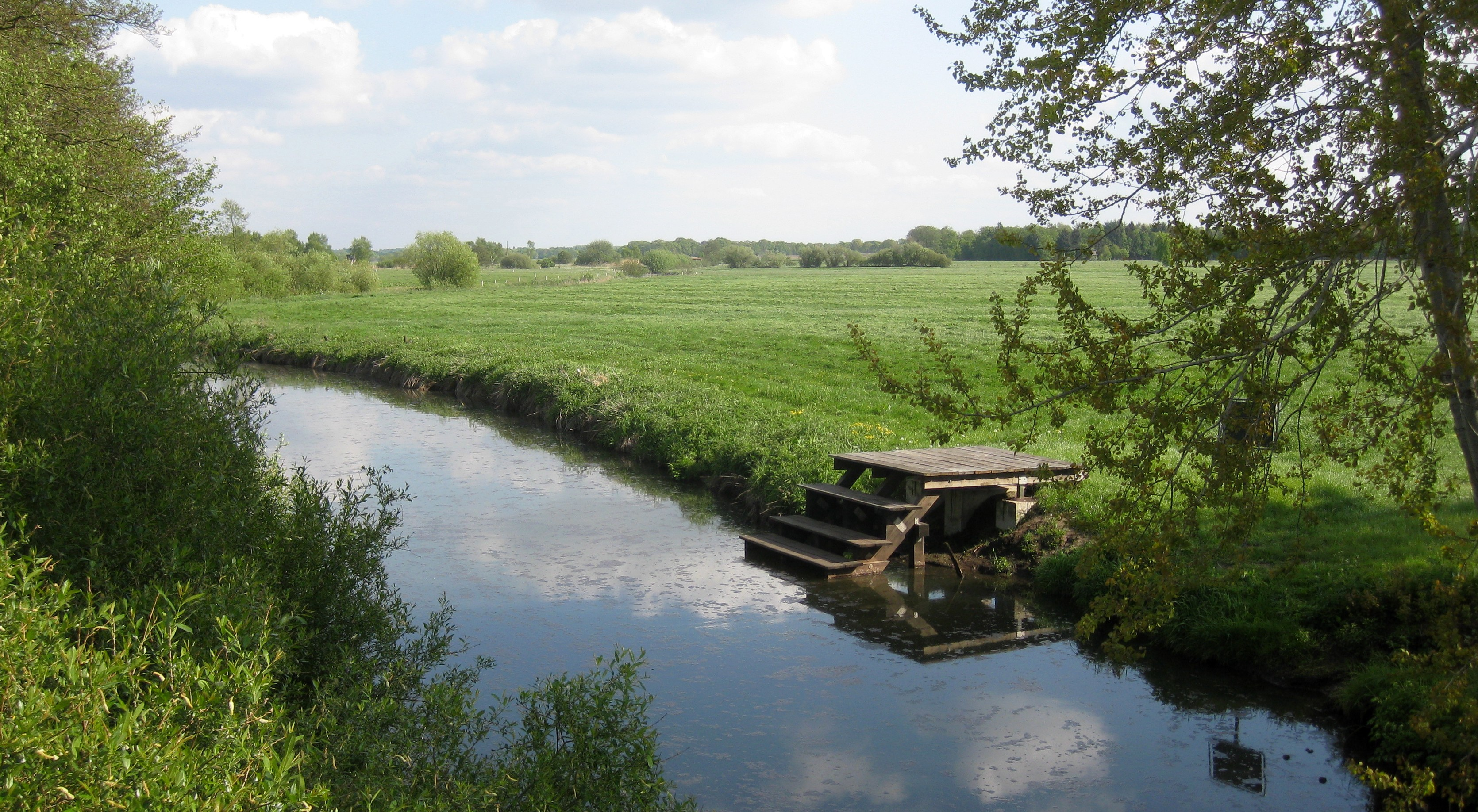
Anlegestelle auf der Lune am Ortsausgang von Lunestedt nach Hollen
Überschwemmung der Lune am Ortsausgang von Lunestedt nach Hollen
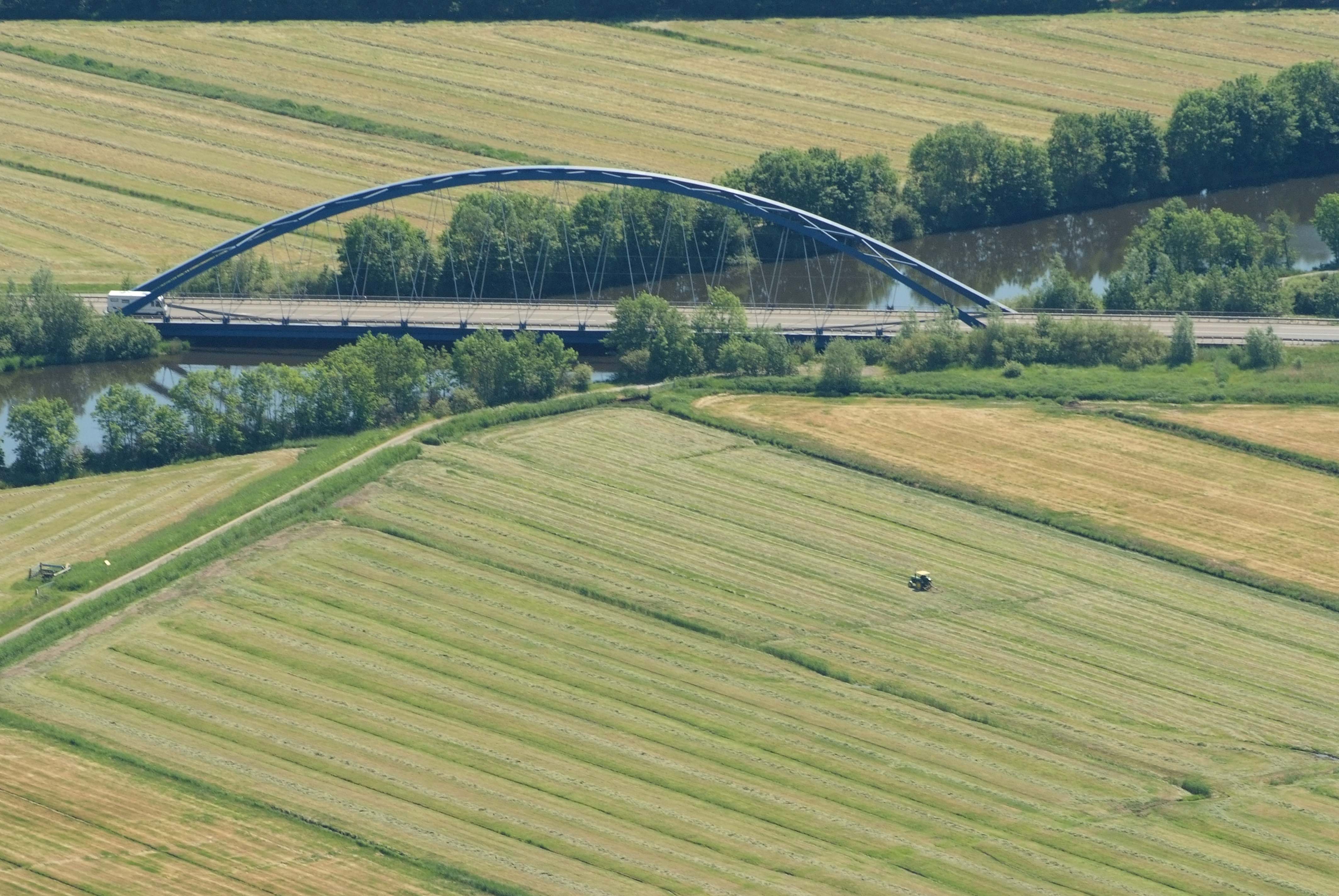
Brücke über die Lune bei Holte-Loxstedt

## Kanufahrten auf der Lune
Auf der Lune gibt es sechs Ein- und Ausstiegsstellen zwischen Beverstedt-Deelbrügge (L134) und Loxstedt-Nesse, an denen man sein Kanu zu Wasser lassen oder aussteigen kann:
- Beverstedt-Deelbrügge
- Lunestedt / Ortsausgang Hollen
- Lunestedt / Quabenmoor (Wirtschaftsweg)
- Loxstedt-Düring / Campingplatz an der Leutnantsbrücke
- Loxstedt-Nesse / Wirtschaftsweg Im Dallfordel
- Loxstedt-Nesse / Wirtschaftsweg Luneparzellen (Nähe Autobahn)

Die Ein- und Ausstiegsstellen wurden mit Förderung aus dem LEADER-Projekt der Europäischen Union geschaffen. Die Ein- und Ausstiegsstellen sind aber meistens unbrauchbar, weil der Wasserstand der Lune extrem schwankt und für die Nutzung der Anlegestellen in der Regel zu niedrig ist.
Vom Wasser aus kann man lautlos durch Wiesen und Weiden sowie vorbei an Ufervegetation und Bruchwäldern gleiten und die Tierwelt erleben. Dazu gehören auch Kraniche, Eisvögel und Störche. Mit Glück sind auch die Spuren des Fischotters zu finden, der nachts unterwegs ist.

## Einzelbelege
1. ↑  Weser am Pegel Nordenhamm: PNP = –4,98 ü. NHN, MTnw = 3,00 m entspr. –1,98 m ü. NHN, MThw = 6,95 m entspr. +1,97 m ü. NHN → (MTnw * MThw) : 2 = 0,05 m ü. NHN
2. ↑  Umwelt Niedersachsen – Flächenverzeichnis Weser
3. ↑  Anke Breitlauch (Redaktion): Die Lune – ein Fluß wird verlegt. Herausgegeben vom Wasser- und Bodenverband Untere Lune, Lunestedt 1987, S. 32.
4. ↑  Auf einer Strecke von 6 km gab es früher drei Wassermühlen: in Stemmermühlen, Beverstedtermühlen und Deelbrügge.
5. ↑  Anke Breitlauch (Redaktion): Die Lune – ein Fluß wird verlegt. Herausgegeben vom Wasser- und Bodenverband Untere Lune, Lunestedt 1987, S. 44.
6. ↑  Als „Große Lösung“ wurde die Umlegung des Flusses bezeichnet, wie sie dann später tatsächlich durchgeführt wurde. Die „Kleine Lösung“ wäre ein deutlich billigerer Durchstich gewesen – vom Zusammenfluss der Lune und der „Alten Weser“ auf kürzestem Wege zur Weser – mit einem Schöpfwerk.
7. ↑  Anke Breitlauch (Redaktion): Die Lune – ein Fluß wird verlegt. Herausgegeben vom Wasser- und Bodenverband Untere Lune, Lunestedt 1987, S. 162.
8. ↑  Gewässergütekarte des NLWKN
9. ↑  Kanuverleih für Lune und Geeste
10. ↑  Einzelheiten zu den Kanuanlegestellen finden sich im Wasserroutenplaner